# Benham (cràter)
Benham és un cràter de l'asteroide del cinturó principal (253) Mathilde, situat amb el sistema de coordenades planetocèntriques a 19 ° de latitud nord i 247.2 ° de longitud est. Fa un diàmetre de 2.2 km. El nom va ser fet oficial per la UAI l'any 2000 i fa referència a Benham, conca de carbó de Kentucky, Estats Units d'Amèrica.